# Ясениця-Гурна
Ясениця-Гурна (пол. Jasienica Górna, нім. Ober Hermsdorf) — село в Польщі, у гміні Отмухув Ниського повіту Опольського воєводства.
Населення — 405 осіб (2011).

## Демографія
Демографічна структура станом на 31 березня 2011 року:
|          | Загалом | Допрацездатний вік | Працездатний вік | Постпрацездатний вік |
| -------- | ------- | ------------------ | ---------------- | -------------------- |
| Чоловіки | 226     | 40                 | 157              | 29                   |
| Жінки    | 179     | 48                 | 99               | 32                   |
| Разом    | 405     | 88                 | 256              | 61                   |